# Ana Copado
Ana Maria Copado Amoros (Terrassa, 31 marzo 1980) è una pallanuotista spagnola.

## Palmarès
- Giochi olimpici

Londra 2012: argento.